# 坎塔洛哈斯
坎塔洛哈斯，是西班牙卡斯蒂利亚-拉曼恰瓜达拉哈拉省的一个市镇。总面积159平方公里，总人口152人（2001年），人口密度1人/平方公里。